# منوچهر دوایی
منوچهر دوایی (۱ مهر ۱۳۱۵ – ۵ مرداد ۱۴۰۱) استاد جراحی و پزشک و عضو فرهنگستان علوم پزشکی ایران بود.

## زندگی نامه
وی در سال ۱۳۱۵ در محله‌های قدیمی جنوب تهران متولد شد.
دوایی از کودکی و نوجوانی با توجه به شغل پدر که از فارغ التحصیلان دارالفنون رشته داروسازی بود و در امر طبابت نیز مشغول بود بعد از دبیرستان وارد دانشگاه علوم پزشکی شد.
دوایی در خوزستان مدیریت گروه جراحی دانشگاه جندی شاپور و معاونت دانشکده پزشکی و معاونت پژوهشی را تا زمان انقلاب عهده‌دار بود و بعد از مدتی سرپرست دانشگاه جندی شاپور شد.

## آثار و افتخارات
وی از اولین سرپرستان بخش آموزش پزشکی دانشگاه علوم پزشکی شهید بهشتی و از استادان گروه جراحی دانشگاه علوم پزشکی بهشتی بود و از سال ۱۳۶۹ عضو پیوسته فرهنگستان علوم پزشکی شد. وی همچنین مؤلف و مترجم چندین کتاب پزشکی است.
وی در سال ۱۳۸۵ در همایش تقدیر از پژوهشگران برگزیده نشان دانش و پژوهش گرفته‌است. مراسم تکریم توسط بنیاد نخبگان استان خوزستان با حضور چهره‌های علمی و فرهنگی کشور، شاگردان او و استعدادهای برتر در سال ۱۳۹۶ برگزار شد و لوح ارج نامه بنیاد ملی نخبگان به او اهدا شد.
منوچهر دوایی با همراهی عبدالجلیل کلانتر هرمزی از پزشکان معالج مصطفی چمران بودند و با حداقل بیهوشی، جراحی چمران را با موفقیت انجام می‌دهند.
دوایی از جراحان پزشکی و جراحی در جنگ ایران و عراق بود.